# Glossinidae
Famille
Les Glossinidae sont une famille d'insectes diptères brachycères de la super-famille des Hippoboscoidea dont les seules espèces actuelles sont du genre Glossina (les mouches tsé-tsé).

## Liste des genres
Selon GBIF (31 juillet 2025) :
- Glossina Wiedemann, 1830
- Machadomyia Travassos Santos Dias, 1989

À noter qu'actuellement le genre Machadomyia n'est représenté par aucune espèce.

## Systématique
Le nom valide de ce taxon est Glossinidae Theobald, 1903. 
Certaines sources donnent pour auteur et date de cette famille Malloch (d), 1929 sans préciser la publication concernée.

### Publication originale
- (en) F. V. Theobald, « Report on collections of mosquitoes or Culicidae, etc., from Gambia, and descriptions of new species », Memoirs of the Liverpool School of Trop, vol. 10,‎ 1903, p. 1-11.